# شهرستان قیر و کارزین
شهرستان قیر و کارزین، یکی از شهرستان‌های استان فارس با مرکزیت شهر قیر است.که در زاگرس (جنوبی) قرار دارد 
این شهرستان در تاریخ ۱۸ مهر ۱۳۸۰ از شهرستان فیروزآباد جدا شد و مستقل گردید.

## موقعیت جغرافیایی
شهرستان قیر و کارزین با شهرستان‌های فیروزآباد در شمال، جهرم و جویم در شرق، خنج در جنوب و فراشبند در غرب هم‌مرز است.
شهرستان قیر و کارزین با پوشش گیاهی بسیار غنی در فصل بهار و همچنین با وجود درختان کُنار یکی از مرغوب‌ترین عسل‌های دارویی و درمانی ایران را دارد که عسل‌های خالص این منطقه بیشتر راهی کشورهای حوزه خلیج فارس می‌شود. این شهرستان قطب تولید لیمو ترش و لیمو شیرین در کشور است. همچنین این شهرستان جزء ۳۰ شهرستان برتر در دنیا در حوزهٔ تولید محصولات باغی است. این شهرستان با قدمتی ۵۰۰۰ساله جزء ولایت اردشیر خوره بوده‌است و سیاحانی چون زاهد قیری ابن بلخی، اصطخری و … به آن اشاره کرده‌اند.

## تقسیمات کشوری
شهرستان قیر و کارزین دارای ۲ بخش، ۵ دهستان و ۵ شهر به شرح زیر است:

### شهرستان قیر و کارزین
| بخش   | مرکز بخش | جمعیت بخش ۱۳۹۵ | نام دهستان | مرکز دهستان | جمعیت دهستان ۱۳۹۵ | شهر                          | جمعیت شهر ۱۳۹۵                           |
| ----- | -------- | -------------- | ---------- | ----------- | ----------------- | ---------------------------- | ---------------------------------------- |
| مرکزی | قیر      | ۵۴،۳۷۷ نفر     | فتح‌آباد    | کارزین      | ۶،۰۳۶ نفر         | قیر کارزین امام‌شهر مبارک‌آباد | ۲۰،۰۱۰ نفر ۸،۸۴۱ نفر ۵،۸۰۳ نفر ۴،۷۰۷ نفر |
| مرکزی | قیر      | ۵۴،۳۷۷ نفر     | هنگام      | هنگام       | ۴،۷۳۶ نفر         | قیر کارزین امام‌شهر مبارک‌آباد | ۲۰،۰۱۰ نفر ۸،۸۴۱ نفر ۵،۸۰۳ نفر ۴،۷۰۷ نفر |
| مرکزی | قیر      | ۵۴،۳۷۷ نفر     | مبارک‌آباد  | مبارک‌آباد   | ۴،۲۴۴ نفر         | قیر کارزین امام‌شهر مبارک‌آباد | ۲۰،۰۱۰ نفر ۸،۸۴۱ نفر ۵،۸۰۳ نفر ۴،۷۰۷ نفر |
| افزر  | افزر     | ۱۴،۹۲۴ نفر     | افزر       | افزر        | ۸،۱۷۲ نفر         | افزر                         | ۲،۶۵۷ نفر                                |
| افزر  | افزر     | ۱۴،۹۲۴ نفر     | زاخرویه    | مزرعه پهن   | ۴،۰۹۵ نفر         | افزر                         | ۲،۶۵۷ نفر                                |

## پیشینه
شهرستان قیر و کارزین سابقه تاریخی نسبتاً کهنی دارد و مورخین و سیاحانی همچون ابن حوقل بغدادی، اصطخری، ابن بلخی، مستوفی ودیگران بدین شهرستان اشاراتی داشته‌اند و در فارسنامه ناصری این شهرستان مهد و خاستگاه دانشمندان و فرهیختگانی همچون شیخ ابوطاهر مجد الدین محمد یعقوب کارزینی صاحب قاموس شریف قلمداد گردیده‌است. قیر و کارزین با قدمتی بیش از هزار سال جزء ولایت اردشیر خوره یکی از پنج ولایت فارس در زمان ساسانیان بوده‌است.
علت نامیدن این شهر به نام قیر مربوط به دوره سلجوقیان بوده که قلعه پرگان نشانگر حاکمیت آنان بر این محدودهٔ جغرافیای است. قیر در زبان پهلوی به معنی مرز است و علت این نامگذاری قرار گرفتن این شهر بر روی مرز گرما و سرما است. به‌طوری‌که ۱۰ کیلومتر از شمال قیر، آب و هوا سردسیری و کیلومتر به سمت جنوب قیر آب و هوا و طبیعت گرمسیری می‌شود.
قیر و کارزین در زلزله فروردین سال ۱۳۵۱ مخروبه شد و مردم این شهرستان ناچار به کوچ از آن منطقه شدند. شهری که در حال حاضر به قیر مشهور است مقداری از شهر کهنه فاصله دارد که اکنون جز مخروبه‌هایی از آن باقی نمانده و در قسمت جنوبی قیر کنونی واقع است.

## مردم‌شناسی

### جمعیت
بر پایه سرشماری عمومی نفوس و مسکن در سال ۱۳۹۵، جمعیت شهرستان قیر و کارزین برابر با ۷۱٬۲۰۳ نفر بوده‌است.

### دین و زبان
دین اکثریت اسلام و مذهب شیعه دوازده امامی می‌باشد. زبان مردم شهرستان ترکی قشقایی و فارسی است.
همچنین در دهستان افزر و دهستان هنگام (قیر و کارزین) و دهستان زاخرویه و همچنین بخش‌های جنوبی شهر قیر (محله موصلوها) و بندبست پایین، مردم به زبان ترکی قشقایی سخن می‌گویند.

## اقتصاد و کشاورزی
به دلیل قرار گرفتن در منطقه آب و هوایی نیمه خشک سالانه حدود ۱۵۰هزار تن لیمو ترش و حدود ۵۶۰ هزار تن لیمو شیرین در قیر و کارزین تولید می‌کند. قیر و کارزین دارای بیش از ۲۵ هزار هکتار اراضی مرغوب زراعی و ۱۴ هزار هکتار باغ‌های مرکبات و نخل است که حدود ۹۰٪ از باغ‌های مورد نظر به روش مکانیزه آبیاری می‌شود. 
این شهرستان وضعیت خوبی از نظر تولید مرکبات و خرما دارد. به‌طوری‌که در زمینه تولید لیموترش رتبهٔ اول در کشور و از نظر کیفیت لیموشیرین کشت شده رتبهٔ اول در جهان را داراست. البته شهرستان‌های دیگر نام مرکبات قیر و کارزین زا به نام خود می‌نامند
بیش از ۲۰ درصد خرمای استان فارس در شهرستان قیر و کارزین تولید می‌شود. ارقام مرغوب خرمای شهرستان زاهدی، شاهانی، هلیله، خاصوئی و کبکاب است که بخشی از این محصول هم به کشورهای امارات متحده عربی، افغانستان، پاکستان، قزاقستان، قرقیزستان و دیگر کشورها صادر می‌شود.
بیش از ۲۷ هزار تن خرما از نخلستان‌های شهرستان قیر و کارزین برداشت شود.
خرمای زاهدی این شهرستان یکی از مرغوب‌ترین در نوع خود در جهان است اما نبود صنایع تبدیلی، سبب شده تا خرمای این شهرستان توسط دلالان و واسطه‌ها با بسته‌بندی با نام دیگر شهرستان‌ها حتی با نام دیگر استان‌ها به بازار عرضه شود.
در این شهرستان حدود ۴۰۰۰ حلقه چاه محفور آبرفتی و آهکی وجود دارد که به وسیلهٔ موتورهای دیزل و الکتروپمپ از آن‌ها استحصال آب می‌گردد. این شهرستان دارای تعدادی بیشمار ادوات کشاورزی از قبیل تراکتور و دنباله بندهای آن، کمباین، موتورهای دیزلی، پمپ‌های آب، سمپاش و… می‌باشد.
از نظر سازگاری آب و هوا و خاک این شهرستان جزء مناطق منحصر به فرد کشاورزی و باغداری در سطح جهان می‌باشد و در تولید مرکبات با قریب ۴۰۰ هزار تن تولید سالانه مقام اول را در استان داراست.
شهرستان قیر و کارزین از نظر صنایع دستی همچون قالیبافی، گلیم بافی، جاجیم بافی و غیره دارای ظرفیت است و سهم چشمگیری در تولید ناخالص شهرستان دارد ولیکن از نظر صنایع جدید بهره چندانی جز کارگاه‌های محلی، ایستگاه سیلندر پرکنی گاز ندارد. کارخانهٔ سیمان سپهر نیز از سال ۱۳۹۹ در معرض تعطیلی قرار گرفته‌است.

## جاذبه‌های گردشگری
از جاذبه‌های گردشگری و تاریخی شهرستان می‌توان به موارد زیر اشاره نمود:
- قلعه گبری
- قلعه پرگان
- سنگ‌نگاره قیر و کارزین
- مسجدجامع کارزین
- سرچشمه
- تُل قندی
- شهرِ میری
- شاه علمدار
- مسجد کردشول
- مقبره سید تاج الدین محمد
- امامزاده سبزپوشان
- قلعه شاه بربر
- آب‌انبارهای متعدد قدیمی
- مسجد بلال
- گردنه شاهزاده عبداله
- پل عروس
- قلعه قلات
- قلعه شفیع
- قلعه تومبزو
- قلعه حمزه خان
- تل نقاره‌ای
- امام زاده شاه زاده رستم

تفرج‌گاه‌های شهرستان به ترتیب زیر است:
- خوش آب
- حاشیه رودخانه قره آغاج در دشت افزر
- تفرج گاه چشمه سرآسیاب (آب آسیاب) در شهر قیر
- آبشار چشمه هفت آسیاب در بخش افزر
- دشت‌های بنه در طاقدیس آغار
- سد سلمان فارسی
- تفرجگاه آبسکویه
- کوه چال کفتاری کارزین
- مقبره شهدای گمنام کارزین
- تنگ کارزین
- تل دراز (جنوب غرب شهر قیر)
- روستای شاه محیط
- روستای ریکان
- دشت بریخوان (۳کیلومتری شهرک علی‌آباد)
- تل سفید
- تل قاطرچی